# Шушерин, Яков Емельянович
Яков Емельянович Шушерин (1753, Москва — 1813, там же) — русский актёр.

## Биография
Сын бедного судейского чиновника родился в Москве в 1753 году. После смерти отца от чумы, Яков Шушерин поступил на службу писарем.
Попав на представление труппы М. Гроти, он так увлёкся театром, что поступил к Гроти рабочим сцены. Затем стал играть роли лакеев в Московском публичном театра Бельмонти (Театр Медокса). Он также занимался суфлированием и переписыванием ролей. Первые выступления были неудачны, но пользуясь советами Плавильщикова, он смог за короткое время овладеть ремеслом и стать настоящим профессионалом. К концу 1770-х годов он уже вырос до следующих амплуа: играл роли вторых, а иногда и первых любовников в комедиях и комических операх — Филимон («Мельник — колдун, обманщик и сват» Аблесимова, музыка Соколовского, 1779), Виктор (комическая опера «Анюта» Попова) и др.
С начала 1780-х годов его советником и доброжелателем сделался известный ученик Дмитревского, опытный Лапин.
С 1780 года вместе с московской труппой стал играть в новом Петровском театре, где он впервые выступил в амплуа трагика. Роли: Хорев — трагедия «Хорев», Трувор — трагедия «Синав и Трувор», Ростислав — «Семира» Сумарокова), Владисан — трагедия «Владисан», Росслав («Росслав»), Ярб («Дидона» Княжнина). К этому времени актёр полностью усвоил классицистское направление в исполнении трагедий. 20 января 1779 года впервые поставлена была знаменитая комическая опера Аблесимова с народной музыкой в обработке Соколовского «Мельник колдун, обманщик и сват» — Шушерин играл роль Филимона.
В 1782 году Шушерин и Плавильщиков были приглашены на Петербургскую придворную сцену, однако Шушерин не сумел договориться с Дмитревским по условиям и остался в Москве в частном Петровском театре Медокса. Слава Шушерина началась с ничтожной роли первого любовника, арапа Ксури в пьесе Коцебу «Попугай». 
В 1786 году Дмитревский вновь пригласил Шушерина на службу на петербургскую императорскую сцену, продолжая амплуа трагика с жалованьем 700 рублей. Перед петербургской публикой он впервые появился в ролях графа Аппаиани в «Эмилии Галотти» и Ярба в «Дидоне» Княжнина. Успех был абсолютным, и петербургская жизнь стала налаживаться.
24 декабря 1787 года за удачную игру в комедии «Расстроенная игра», написанной самой Императрицей, Шушерин удостоился внимания и похвалы самой государыни. В 1789 году ему предназначалась главная роль в трагедии Княжнина «Вадим Новгородский», а в начале 90-х годов в пьесе Екатерины II «Начальное управление Олега».
К 1791 году слава Шушерина возросла, и вместе с Плавильщиковым он потребовал прибавки. Но князь Юсупов, бывший в это время директором придворного театра, старался уменьшить расходы на театр, и поэтому отказал им. Те подали в отставку и решили переехать в Москву. Обиженный Шушерин гордо покинул Петербург, отправившись в свой родной город. Но устроиться в Москве в театр ему не удалось, и он возвратился на службу в Дирекцию Петербургских театров. В 1793 году он всё-таки вновь вернулся в Москву — в театр Медокса, где прослужил до 1800 года; этот период стал вершиной творчества Шушерина. В этот период в его репертуар входили роли из пьес сентименталистского направления (так называемые мещанские драмы и «слёзные комедии»): негр-слуга Ксури — пьеса «Попугай», и Мейнау — «Ненависть к людям и раскаяние», Фриц («Сын любви»), барон Цидерштрем («Бедность и благородство души») — все пьесы Коцебу), граф Кларандон («Евгения» Бомарше), Игрок («Преступник от любви, или Братом проданная сестра» Ефимьева) и др.
По свидетельству С. Т. Аксакова, «…играя дикого негра, Шушерин позволил себе сбросить все условные сценические кандалы и заговорил просто, по-человечески…» (Собр. соч., т. 2, 1955, с. 393). В своих последующих ролях Ш. всё более отходил от трагедийной напыщенности и создавал живые трогательные образы….
Именно его присутствие на сцене и блистательное исполнение послужило толчком к приходу в театр Жебелева и многих других.
В декабре 1800 года он опять был приглашен на петербургскую императорскую сцену, где прослужил до 1810 года. К этому времени в Петербурге появились молодые талантливые трагедийные актёры, с которыми тяжело стало соперничать; в первую очередь необходимо назвать А. С. Яковлева, выдвинувшегося на главные роли. Соперничество Шушерина и Яковлева тянулось долго.
Шушерин стал искать новые исполнительские пути. Роли: царь Эдип («Эдип в Афинах» Озерова, 1804), Старн, Белозёрский («Фингал» и «Димитрий Донской» Озерова), Заруцкий («Пожарский» Крюковского), король Леар (перевод Н. И. Гнедича переделки Дюси «Короля Лира», 1807).
Театральная энциклопедия так характеризует его творчество в этот период:
Почувствовав, что в героич. ролях он не может соперничать с молодым трагедийным актёром А. С. Яковлевым, Ш. сосредоточил своё внимание на ролях, имеющих элементы характерности, требующих перевоплощения… Играя эти роли, Ш. подчёркивал человечность своих героев, вызывал к ним сочувствие. В его исполнении это были живые люди, старчески немощные, страдающие<. 
Правда, он получил значительное повышение: в 1803 году он уже получал 2500 рублей, 300 рублей на экипаж. В 1803-08 Шушерин был инспектором Петербургской драматической труппы.
В 1810 году он стал добиваться отставки и на следующий год, 1811, добившись её, ушёл на пенсию и уехал жить в свой родной город, Москву. Однако и там, будучи на пенсии, не порвал с театром. Московская труппа к этому времени играла уже не в Петровском театре, который сгорел 8 октября 1805 года, но ещё до того Медокс, разорившись, вынужден был передать его в фонд Опекунского совета Воспитательного дома, а в новом здании на Арбатской площади, построенном вскорости, в 1808, архитектором Карлом Росси и получившем название Новый Императорский театр.

22 сентября 1811 года Шушерин появился пред московской публикой в роли Эдипа, а 12 октября играл Беверлея. Затем в 1812 г., желая оказать товарищескую услугу московским артистам Мочалову и Злову, Шушерин вызвался сыграть в их бенефис Ксури. 
Зала Арбатского театра была так полна, что бенефицианты получили чистого дохода 2500 р. каждый. Ш. было в это время около 60 лет, тогда как изображаемый им Ксури был в юношеском возрасте, но несмотря на это Ш. произвел громадное впечатление и, как говорили очевидцы: «у Ш. спина устала от поклонов при многочисленных вызовах». Немного спустя, Ш., по просьбе Кокошкина, для дебюта его ученицы Борисовой и ученика Дубровского вышел в Ярбе. Аксаков говорит, что те места ярости, где Ш. давал себе волю, были превосходны, страшны и увлекательны, и что только великий артист мог производить в Ярбе такое впечатление, какое производил Ш.
Шушерин был столь увлечен театром, что к военным реалиям и приходу Наполеона в Москву в 1812 году не успел подготовиться. Да и как можно подготовиться к войне.
В 1812 году во время захвата Москвы французами сгорел Арбатский театр. Артисты «до самого почти входа неприятеля в Москву были удержаны службой в оной для театральных представлений, которые продолжать настоял бывший тогда главнокомандующий г. Москвы граф Растопчин. Уволены же они были от должностей и получили разрешение на выезд из Москвы почти накануне сдачи оной неприятелю, следовательно, в такое время, в которое нельзя было приобрести ни наймом, ни покупкой лошадей для выезда, а при том и дирекция не могла снабдить их подводами. А потому они были в необходимости, бросивши все своё имущество, спасать уже одну только жизнь» (Из рапорта А. А. Майкова, 19 апреля 1815 г. Цит. по: Всеволодский-Гернгросс В. Н. Театр в России в эпоху Отечественной войны. СПб., 1912. С.159). Много испытаний выпало на долю московских артистов. Артист балета А. П. Глушковский в своих воспоминаниях писал: «Можно сказать, что в то время артисты, по выезде из Москвы блуждали с места на место как цыгане и нигде не могли найти себе приюта». Они долго скитались, пока костромской губернатор ни предложил им место в городке Плесе. По распоряжению театрального начальства была нанята до города Плеса барка, в которой поместился весь театральный обоз с театральной конторою, гардеробом, нотною и драматическою библиотекою, артистами и воспитанниками театрального училища. Участь тех, кто не успел уехать с труппой, была еще плачевнее. Так Плавильщиков с женой ушли из Москвы пешком, когда уже начался пожар. Потрясенный сдачей столицы неприятелю, видом народных страданий, он с горя заболел и скончался в селе Ханееве, недалеко от Бежецка (Всеволодский-Гернгросс В. Н. Театр в России в эпоху Отечественной войны. С. 160—163). 
Шушерин уже не принадлежал официально к Московской труппе императорских театров, он уехал в Рязань, оставив своё имущество на произвол судьбы. Когда французы ушли, москвичи возвратились. Но почти вся Москва была сожжена. Без жилья остались многие жители Москвы, сгорел в пожаре 1812 года Арбатский театр. Это горе не обошло и Шушерина — вместо дома было лишь пепелище. Ни дома, ни имущества — ничего не осталось. Вскоре он заболел тифозной горячкой, свирепствовавшей тогда в Москве. Через два месяца 8 августа 1813 г. выдающийся русский артист конца XVIII века Яков Емельянович Шушерин скончался.

## Значение творчества
Имя Якова Емельяновича Шушерина стоит в одном ряду с выдающимися русскими артистами, оставившими свои имена в истории русского театра. Он, став одним из зачинателей русского театра, ввел театральные новшества, которые сегодня не подлежат сомнениям и являются неукоснительными театральными правилами.

Энциклопедия «Кругосвет»:
Шушерин был одним из первых русских артистов, который придавал большое значение репетициям, настаивал на отсутствии посторонних лиц на репетиции, требовал, чтобы генеральные репетиции шли без остановок, как спектакли. В день спектакля обязательно утром проходил всю пьесу. Все это в тот период в русском театре считалось чудачеством. 

Большая советская энциклопедия: 
Яков Емельянович Шушерин стал одним из первых русских актёров, пытавшихся отойти от классицистской условности в сценическом искусстве, достигнуть простоты и естественности исполнения. 

В журнале «Ежегодник Императорских театров» (1915. — Вып. 1. — С. 12-20) помещен отрывок из книги германского историографа Иоганна Рихтера «Москва»: статья «Московские театры XVIII столетия» (Перевод и предисл. В. Пасхалова): 
 Шушерин—хорошо образованный человек, играет первых любовников и героическия роли. Фигура, голос, талант, все делает его хорошим актёром. Одна из его любимых ролей—Вильгельм в драме Коцебу «Дитя любви». С ним соперничает Плавильщиков, который играет также королей и героическия роли.//Правописание сохранено
С. Т. Аксаков. «Воспоминания»: 
Игра Шушерина никогда не подчинялась исключительно вдохновению: она была всегда обдумана и рассчитана до мелочей. 
С. П. Жихарев. «Воспоминания старого театрала» (Читать и скачать Воспоминания старого театрала, автор Жихарев С. П.):
Плавильщикова создала страсть к театру, умного Шушерина — расчет: лучше быть актёром, чем приказным; он был дитя искусства и в этом случае сходен с Дмитревским. 